# I Phone You
Pour plus de détails, voir Fiche technique et Distribution.
I Phone You est un film germano-chinois réalisé par Dan Tang, sorti en 2011.

## Synopsis
À Chongqing, la jeune chinoise Ling, se déguise chaque jour en clown pour distraire les habitants. Elle rencontre Yu, un homme d'affaires chinois, mais seulement de passage, et qu'il doit vite retourner à Berlin pour son travail. Pour rester en contact, il lui offre un téléphone portable, dans lequel, Ling entretient avec lui une relation amoureuse. Mais cette communication à distance est difficile pour Ling. Elle décide donc de le rejoindre dans la capitale allemande.

## Fiche technique
- Titre : I Phone You
- Réalisation : Dan Tang
- Scénario : Wolfgang Kohlhaase
- Directeur de la photographie : Andreas Höfer
- Musique : Smod
- Montage : Sebastian Thümler
- Sociétés de production : Reverse Angle, RBB, Arte, Beijing Taihe Universal Film Investment
- Pays d'origine :  Allemagne,  Chine
- Langue originale : Allemand, mandarin
- Genre : Comédie romantique
- Durée : 1 h 27 minutes
- Date de sortie : 26 mai 2011

## Distribution
- Jiang Yiyan : Ling
- Florian Lukas : Marco
- David Wu : Yu Guanhao
- Haizhen Wang : Madame Guanhao